# Kanton Mol-Geel
Kanton Mol-Geel is een gerechtelijk kanton in de provincie Antwerpen en het arrondissement Turnhout. Het is een gerechtelijk niveau waarbinnen één vredegerecht georganiseerd wordt dat bevoegd is voor de deelnemende gemeenten.

## Gerechtelijk kanton Mol-Geel
In Mol zijn twee vredegerechten gevestigd:
1. De gemeenten Balen, Dessel, Meerhout, Mol en Retie vormen het eerste gerechtelijk kanton Mol-Geel. Het is de opvolger van het gerechtelijk kanton Mol.
2. De gemeenten Geel en Kasterlee vormen het tweede gerechtelijk kanton Mol-Geel; de zetel van het vredegerecht is gevestigd te Mol, ook al maakt Mol geen deel uit van het grondgebied van dit kanton. Het is de opvolger van het gerechtelijk kanton Geel. Tijdens 2020 was de zetel tijdelijk verplaatst naar Geel, maar die regeling is beëindigd, de zetel is terug in Mol.[1]

Ze behoren allebei tot het gerechtelijk arrondissement Antwerpen. Beide vredegerechten zijn gevestigd op het Molderdijk 7 te Mol.
De vrederechter is bevoegd bij gezinsconflicten, onderhoudsgeschillen, voogdij, voorlopige bewindvoering, mede-eigendommen, appartementseigendom, burenhinder, ...
| Gebied           | Europese Unie    | België           | België           | België           | België           | Antwerpen      | Antwerpen      | Antwerpen                   | Antwerpen                   | Mol-Geel                        |                                 |                                 |                                 |
| Sociaal recht    | Hof van Justitie | Hof van Cassatie | Hof van Cassatie | Hof van Cassatie | Hof van Cassatie | Arbeidshof     | Arbeidshof     | Arbeidsrechtbank            | Arbeidsrechtbank            | Arbeidsrechtbank                | Arbeidsrechtbank                | Arbeidsrechtbank                |                                 |
| Handelsrecht     | Hof van Justitie | Hof van Cassatie | Hof van Cassatie | Hof van Cassatie | Hof van Cassatie | Hof van Beroep | Hof van Beroep | Rechtbank van Koophandel    | Rechtbank van Koophandel    | Vredegerecht                    | Vredegerecht                    | Vredegerecht                    |                                 |
| Burgerlijk recht | Hof van Justitie | Hof van Cassatie | Hof van Cassatie | Hof van Cassatie | Hof van Cassatie | Hof van Beroep | Hof van Beroep | Rechtbank van eerste aanleg | Rechtbank van eerste aanleg | Vredegerecht / Politierechtbank | Vredegerecht / Politierechtbank | Vredegerecht / Politierechtbank | Vredegerecht / Politierechtbank |
| Strafrecht       | Hof van Justitie | Hof van Cassatie | Hof van Cassatie | Hof van Cassatie | Hof van Cassatie | Hof van Beroep | Assisenhof     | Rechtbank van eerste aanleg | Rechtbank van eerste aanleg | Vredegerecht / Politierechtbank | Vredegerecht / Politierechtbank | Vredegerecht / Politierechtbank | Vredegerecht / Politierechtbank |